# Tharaka-Nithi
Tharaka-Nithi är ett av Kenyas administrativa distrikt, och ligger i provinsen Östprovinsen. Distriktet bildades 1992. 1999 delades distriktet i två distrikt, Tharaka och Nithi. Kenyas högsta domstol underkände denna delning 2009, och från 2010 är Tharaka-Nithi åter ett distrikt.